# ماگانگه
ماگانگه (به اسپانیایی: Magangué) یک سکونتگاه مسکونی در کلمبیا است که در insular region واقع شده است.
مطالعات و تحقیقات در مورد جمعیت بومی اولیه منطقه هنوز در مراحل ابتدایی هستند و بیشتر بر پایه تفاسیر متون و گزارش‌های به‌جا مانده از نویسندگان و مهاجران اسپانیایی استوارند. اکثر این منابع تأیید می‌کنند که جمعیت اصلی شامل بومیان قبیله چیمیلا از خانواده زبان‌های کاریب بودند. این قبیله در مناطق وسیع رودخانه‌ای و دریاچه‌ای دپارتمان‌های بولیوار، سوکره، ماگدالنا و سزار سکونت داشتند.
بالاترین مقام منطقه‌ای، چیمیلاس مومپوکس و رؤسای زیرمجموعه او مانند ماگوئی (Maguey)، یاتی (Yati) یا سیماکوآ تاکالوا (Simacoa Tacaloa) بودند. این بومیان به‌طور متوسط قامتی در حدود ۱٫۶۵ متر داشتند، نسبتاً درشت‌اندام بودند، موهای سیاه، پاهای کوتاه، پوستی تیره و بینی‌های کوتاه و برجسته داشتند.
با وجود اینکه زبان آنها با زبان مردم کاریب که جنگجو و مقاوم در برابر اسپانیایی‌ها بودند، خویشاوند بود، اما قبیله ماگوئی صلح‌جو و رام بودند. فعالیت اصلی آن‌ها کشاورزی بود و به کشت کاساوا (مانیوک) و ذرت می‌پرداختند. علاوه بر این، در ماهیگیری و شکار نیز بسیار ماهر بودند. هم مردان و هم زنان در انجام این وظایف مشارکت داشتند.

## خصوصیات
ماگانگه ۱٬۵۶۸ کیلومترمربع مساحت و ۱۹۸٬۱۲۴ نفر جمعیت دارد و ۴۹ متر بالاتر از سطح دریا واقع شده‌است.